# Yōga

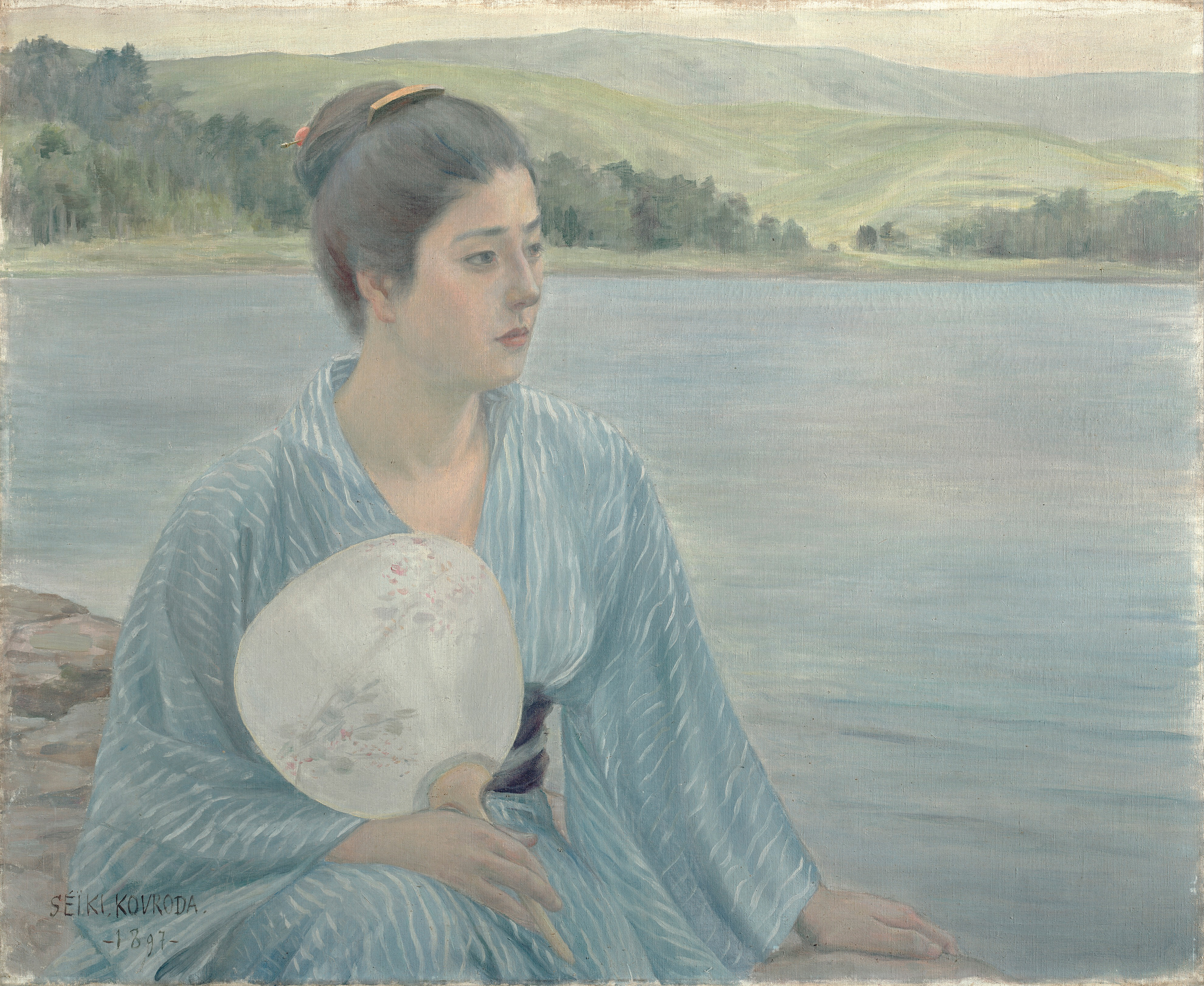
Lago Shore (湖畔), di Kuroda Seiki (1897)

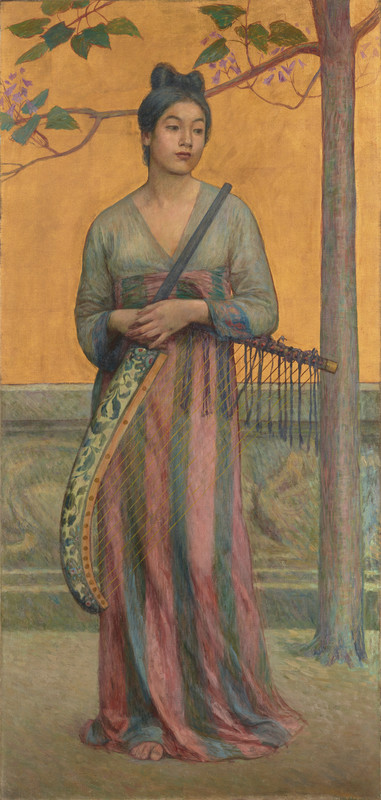
La reminiscenza dell'era Tenpyō (天平の面影), di Fujishima Takeji (1902)

Yōga (洋画? letteralmente "pittura in stile occidentale") è uno stile di pittura di artisti giapponesi, effettuato secondo uno stile occidentale (europeo) tradizionale, con tecniche e materiali. Il termine fu coniato nel periodo Meiji, per distinguere tali opere rispetto ai pittori giapponesi tradizionalisti, o Nihonga (日本画?)

## I materiali
Lo Yōga nella sua accezione più ampia abbraccia la pittura a olio, gli acquerelli, i pastelli, i disegni a china, la litografia, l'incisione e le altre tecniche sviluppate nella cultura occidentale. Tuttavia, in un senso più limitato, lo Yōga è talvolta utilizzato specificamente per riferirsi alla pittura ad olio.

## Storia
La pittura europea venne introdotta in Giappone durante il tardo periodo Muromachi insieme ai missionari cristiani. Le prime opere religiose di artisti giapponesi a imitazione di quelle portate dai missionari possono essere considerate alcune delle prime forme di Yōga. Tuttavia, la politica di isolamento nazionale, introdotta dal Tokugawa bakufu nel periodo Edo concluse l'influenza dell'arte occidentale sulla pittura giapponese, con l'eccezione dell'uso della prospettiva, che è stata scoperta dagli artisti giapponesi negli schizzi trovati nella medicina europea e scientifica di testi importati dagli olandesi da Nagasaki.
Nel 1855, lo shogunato Tokugawa istituì il Bansho Shirabesho, un istituto di traduzione e ricerca per gli studi occidentali, tra cui una sezione per indagare l'arte occidentale. Questa sezione fu guidata da Kawakami Togai, il cui assistente Takahashi Yuichi è stato un allievo dell'artista inglese Charles Wirgman. Takahashi è considerato da molti come il primo vero pittore di Yōga.
Nel 1876 venne istituita dal governo Meiji la Scuola tecnica di belle arti di Tokyo, prima scuola d'arte Yōga del Giappone. Consulenti stranieri, come l'artista italiano Antonio Fontanesi, furono assunti dal governo per insegnare agli artisti giapponesi, come Asai Chu, le ultime tecniche occidentali.
Nel 1880, la reazione generale contro l'occidentalizzazione e la crescita di popolarità e di forza del movimento Nihonga causò il temporaneo declino dello Yōga. La Scuola tecnica di belle arti fu costretta a chiudere nel 1883 e quando il Tokyo Bijutsu Gakko (precursore dell'Università delle arti di Tokyo) fu istituito nel 1887, l'arte giapponese tradizionale fu la sola a essere insegnata.
Tuttavia, nel 1889, la Meiji Bijutsukai (Meiji Fine Arts Society) fu istituita da artisti Yōga e nel 1893, il ritorno di Kuroda Seiki dai suoi studi in Europa diede nuovo impulso al genere Yōga. Dal 1896, un reparto di Yoga è stato aggiunto al curriculum del Tokyo Bijutsu Gakko, e da quel momento in poi il movimento divenne una componente accettata nella pittura giapponese.
Da quel momento, lo Yōga e Nihonga sono state le due principali divisioni della moderna pittura giapponese. Questa divisione si riflette in materia di istruzione, allestimento delle mostre ed individuazione di artisti. Tuttavia, in molti casi, gli artisti Nihonga hanno anche adottato tecniche pittoriche realistiche occidentali, come la prospettiva e l'ombreggiatura. A causa di questa tendenza a sintetizzare (anche se Nihonga forma una categoria distinta all'interno delle giapponesi mostre annuali Nitten) negli ultimi anni è diventato sempre più difficile tracciare una netta separazione di tecniche e materiali tra Nihonga e Yōga.

## Pittori principali
Questa di seguito è una lista dei pittori che sono noti per la pittura in stile Yōga. Va notato che alcuni artisti hanno dipinto anche nello stile giapponese Nihonga e che la divisione tra i due gruppi potrebbe essere sfumata.
Gli artisti sono elencati in ordine di nomi giapponesi, cognome seguito dal nome di battesimo, e per garantire la coerenza, anche se alcuni artisti potranno essere conosciuti al di fuori del Giappone con il loro nome occidentale.

### Periodo Meiji (1868-1912)
- Asai Chū
- Fujishima Takeji
- Kenkichi Sugimoto
- Kuroda Seiki
- Okada Saburōsuke
- Takahashi Yuichi
- Yamamoto Hōsui